# نجيمية أمريكية
نجيمية أمريكية (الاسم العلمي:Micrasterias americana) هي نوع من الطحالب خضراء يتبع جنس النجيمية من الفصيلة الدسميدية.